# Dörte Poelzig
Dörte Poelzig (* 1978 in Cottbus) ist eine deutsche Rechtswissenschaftlerin und Hochschullehrerin an der Universität Hamburg.

## Leben
Poelzig studierte Rechtswissenschaften an der Universitäten Dresden und Konstanz, wo sie 2002 ihr Erstes Juristisches Staatsexamen ablegte und anschließend ihre Promotion bei Werner F. Ebke vollendete. 2003 nahm sie ein Magisterstudium am Merton College der University of Oxford auf, das sie 2004 mit Titel Magister Juris in European and Comparative Law abschloss. Nach dem folgenden Referendariat beim Oberlandesgericht Stuttgart legte sie 2006 ihr Zweites Juristisches Staatsexamen ab. Von 2004 bis 2008 arbeitete Poelzig in Konstanz als wissenschaftliche Mitarbeiterin von Hans Christian Röhl. 2008 wechselte sie zum mittlerweile an der Universität Heidelberg lehrenden Ebke, bei dem sie sich 2010 habilitierte. Damit einher ging die Verleihung der venia legendi für die Fächer Bürgerliches Recht, Handels- und Wirtschaftsrecht, Zivilprozessrecht, Rechtsvergleichung.
Nach einer Lehrstuhlvertretung an der Universität Heidelberg bekleidete Poelzig vom Wintersemester 2011/12 bis zum Wintersemester 2016/17 den Lehrstuhl für Bürgerliches Recht, Deutsches und Internationales Wirtschaftsrecht an der Universität Passau, bevor sie zum Sommersemester 2017 an die Universität Leipzig auf den Lehrstuhl für Bürgerliches Recht, Deutsches und Internationales Wirtschaftsrecht wechselte. Seit dem Wintersemester 2021/22 hat sie die Professur für Bürgerliches Recht sowie Handels- und Gesellschaftsrecht an der Universität Hamburg inne.
Poelzigs Forschungsschwerpunkte liegen im nationalen, europäischen und internationalen Privat- und Wirtschaftsrecht, insbesondere dem Kapitalgesellschafts-, Kapitalmarkt- sowie dem Kartellrecht. Sie ist geschäftsführende Herausgeberin der Zeitschrift für Vergleichende Rechtswissenschaft (ZVglRWiss) und Mitherausgeberin der Zeitschrift für Bank- und Kapitalmarktrecht (BKR) sowie der Zeitschrift für materielles und prozessuales Klimarecht (KlimaRZ).
Poelzig ist geschäftsführende Herausgeberin der Zeitschrift für Vergleichende Rechtswissenschaft.

## Veröffentlichungen (Auswahl)
- Die Haftung des Herstellers und des Vertriebsunternehmens im deutsch-russischen Wirtschafts- und Handelsverkehr. Nomos, Baden-Baden 2005, ISBN 978-3-8329-1147-8 (Dissertation).
- Normdurchsetzung durch Privatrecht. Mohr Siebeck, Tübingen 2012, ISBN 978-3-16-151868-3 (Habilitationsschrift).
- Kapitalmarktrecht. 3. Auflage. C.H. Beck, München 2023, ISBN 978-3-406-79975-4 (Lehrbuch).
- Zusammen mit Lutz Haertlein Fälle zum Bank- und Kapitalmarktrecht. C.H. Beck, München 2020, ISBN 978-3-406-72983-6 (Fallbuch).